# Adrien Sibomana
Adrien Sibomana, född Bukeye 4 september 1953 i Muramvya, Ruanda-Urundi (då under FN:s förvaltarskap), är en burundisk politiker.
Sibomana var premiärminister i Burundi från den 19 oktober 1988 till den 10 juli 1993. Han tillhör den etniska gruppen Hutu och fick sin ställning av Tutsipresidenten Pierre Buyoya som försökte blidka hutuerna genom att ge dem höga politiska poster.